# Cyrtandra gorontaloensis
Cyrtandra gorontaloensis är en tvåhjärtbladig växtart som beskrevs av H.J. Atkins. Cyrtandra gorontaloensis ingår i släktet Cyrtandra och familjen Gesneriaceae. Inga underarter finns listade i Catalogue of Life.